# Kleren van de Peer van den Muggenheuvel

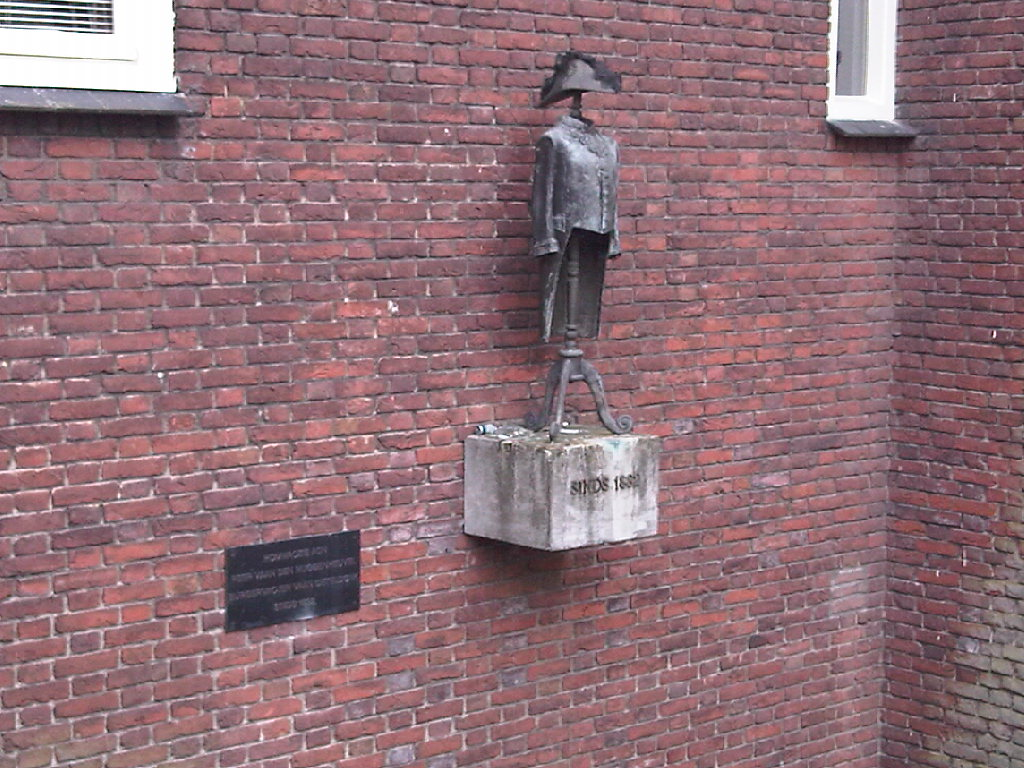
Kleren van de Peer van den Muggenheuvel.

Kleren van de Peer van den Muggenheuvel is een standbeeld in de Sint-Josephstraat te 's-Hertogenbosch. Het beeld is door beeldhouwer Ton Buijnsters gemaakt van brons en stelt een kapstok voor met daarop de burgemeesterskleding van Peer vaan den Muggenheuvel tot den Bobberd, de burgemeester van Oeteldonk, voor. Het beeld staat op een voetstuk van beton, waarop de tekst SINDS 1882 staat.
Het standbeeld is een eerbetoon aan alle personen die sinds 1882 de rol hebben vervuld van Peer vaan den Muggenheuvel tot den Bobberd tijdens carnaval in Oeteldonk.